# Thales junqueira
Thales Junqueira é um diretor de arte de cinema brasileiro. Ele é conhecido pelos filmes Grand Tour de Miguel Gomes, Baby de Marcelo Caetano, Aquarius e O Agente Secreto de Kleber Mendonça Filho, Bacurau de Kleber e Juliano Dornelles, Que Horas ela volta? de Anna Muylaert.
Thales Junqueira nasceu em Belo Horizonte, Minas Gerais, em 9 de dezembro de 1987. Ele foi radicado em Pernambuco onde começou sua carreira como diretor de arte.